# Wojskowe Centrum Rekrutacji w Sanoku
Wojskowe Centrum Rekrutacji w Sanoku (WCR Sanok) – terenowy organ wykonawczy Ministra Obrony Narodowej w sprawach administracji wojskowej.

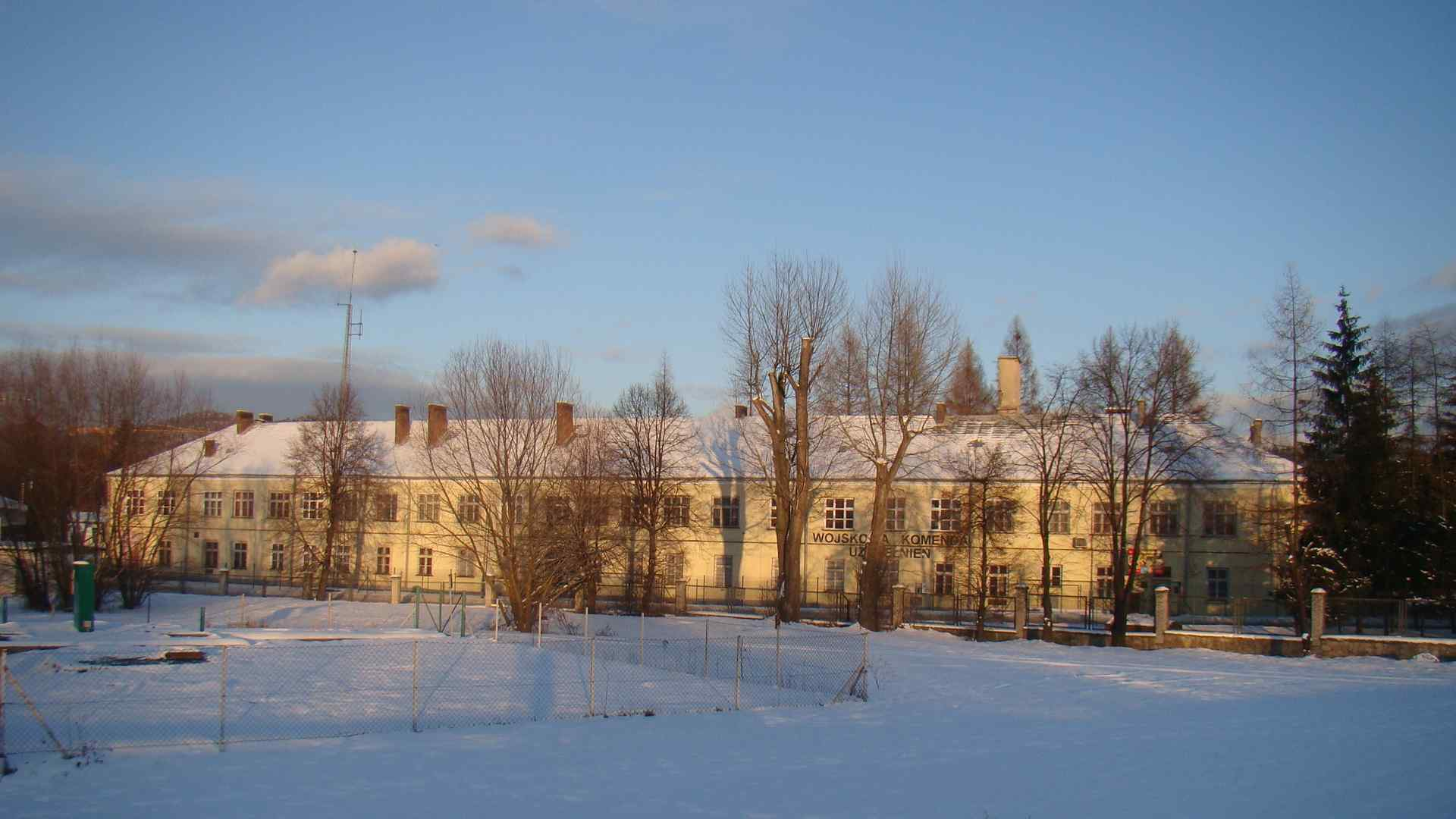
Budynek siedziby WCR w Sanoku

## Historia
24 maja 1919 roku, w związku z rozkazem ministra spraw wojskowych o terytorialnym kompletowaniu pułków piechoty w Galicji, została ustanowiona Powiatowa Komenda Uzupełnień w Sanoku dla 2 pułku Strzelców Podhalańskich.
1 lipca 1938 roku weszła w życie nowa organizacja służby poborowej, zgodnie z którą dotychczasowa PKU Sanok została przemianowana na Komendę Rejonu Uzupełnień Sanok przy czym nazwa ta zaczęła obowiązywać 1 września 1938 roku, z chwilą wejścia w życie ustawy z dnia 9 kwietnia 1938 roku o powszechnym obowiązku wojskowym.
W 1945 roku ponownie została sformowana Rejonowa Komenda Uzupełnień w Sanoku. Wskutek utworzenia województwa krośnieńskiego od 1 czerwca 1975 w miejsce Rejonowej Komendy Uzupełnień została wprowadzona w Wojskowa Komenda Uzupełnień w Sanoku, która terytorialnie WKU w Sanoku obejmowała powiaty brzozowski, leski, ustrzycki i sanocki.
Jednostka przyznaje odznakę pamiątkową Wojskowej Komendy Uzupełnień w Sanoku.
W 2015 WKU Sanok została wyróżniona srebrną Honorową Odznaką „Zasłużony dla Hufca ZHP Ziemi Sanockiej” (2015).

## Siedziba
W okresie PRL i istnienia LWP Wojskowa Komenda Uzupełnień w Sanoku funkcjonowała w budynku przy ul. Zamkowej 30 w Sanoku; z dniem 8 lutego 1990 została przeniesiona do koszar wojskowych w sanockiej dzielnicy Olchowce przy ulicy Przemyskiej 1.
W związku z prowadzonymi pracami remontowymi tego budynku w 2017 siedziba WKU została czasowo przeniesiona do budynku biurowego siedziby przedsiębiorstwa Autosan przy ul. Kazimierza Lipińskiego 109.

## Komendanci
Rejonowa Komenda Uzupełnień
- por. Włodzimierz Makarewicz (1944–1945)
- mjr Jan Książek (1945–1950)
- por. Adolf Kaszowski (1950–1964)
- kpt. Marian Sawczak (1964–1966)
- płk Stanisław Komski (4 XI 1966 – 2 II 1975)

Wojskowa Komenda Uzupełnień
- ppłk dypl. Bolesław Gałuszka (3 IX 1975 – 7 IV 1986)
- ppłk dypl. Stanisław Osika (7 IV 1986 – 26 VIII 1996)
- ppłk dypl. Wiesław  Lewandowski (3 I 1987 – 30 XI 2006)
- ppłk Piotr Skworzec (1 VI 2007 – 31 V 2011)
- ppłk Marek Staroń (14 XI 2011 – V 2017)
- ppłk Dariusz Brzeżawski (od 5 VI 2017[8])

Insygnia
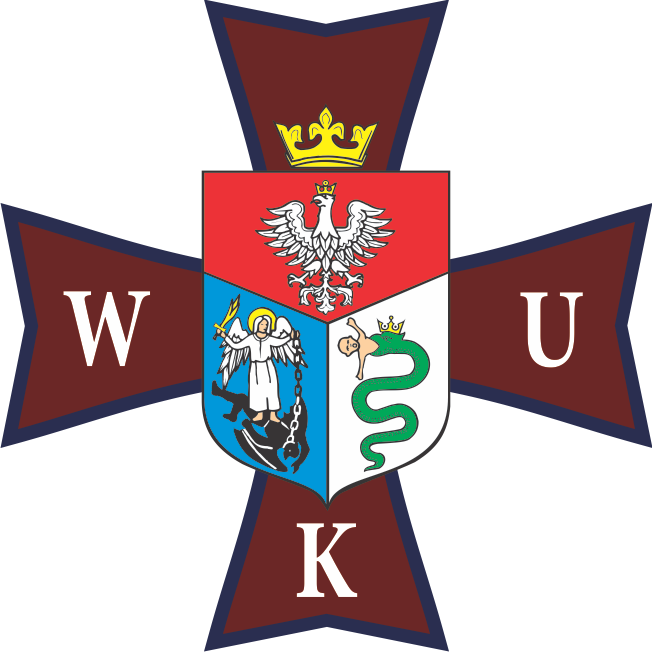
Odznaka pamiątkowa WKU Sanok (2013-2022)
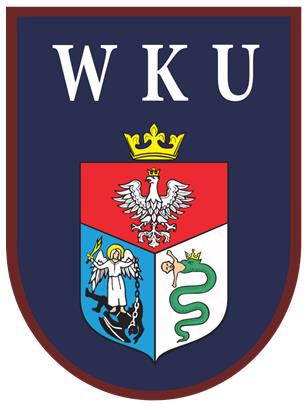
Oznaka rozpoznawcza WKU Sanok na mundur wyjściowy (2019-2022)
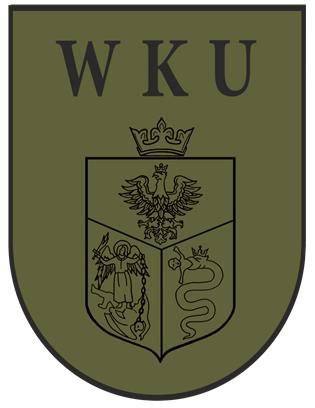
Oznaka rozpoznawcza WKU Sanok na mundur wyjściowy (2019-2022)
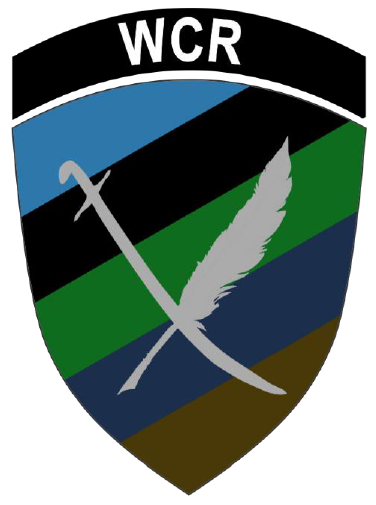
Ogólna oznaka rozpoznawcza WCR na mundur wyjściowy (od 2024)
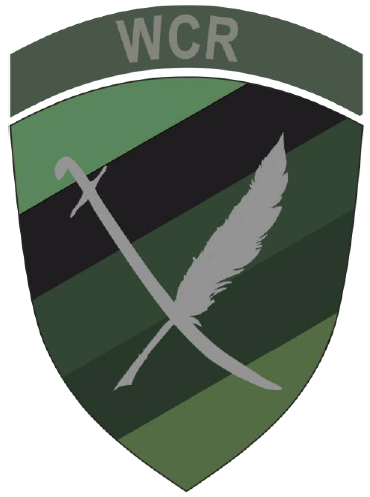
Ogólna oznaka rozpoznawcza WCR na mundur polowy (od 2024)